# National Football League Coach of the Year Award
Le National Football League Coach of the Year Award est le prix récompensant le meilleur entraîneur principal de la NFL par rapport à son travail avec les talents qu'il a à sa disposition. Le classement le plus reconnu est celui de l'Associated Press (AP).

## Entraîneur NFL de l'année selon l'Associated Press
- Gras :  équipe qui a remporté le Super Bowl ou le championnat cette saison-là
- Italique : intronisé au Pro Football Hall of Fame

| Saison | Entraîneur                           | Équipe                                 | Bilan  |
| ------ | ------------------------------------ | -------------------------------------- | ------ |
| 1957   | George Wilson (en)                   | Lions de Détroit                       | 8-4    |
| 1958   | Weeb Ewbank                          | Colts de Baltimore                     | 9-3    |
| 1959   | Vince Lombardi                       | Packers de Green Bay                   | 7-5    |
| 1960   | Buck Shaw (en)                       | Eagles de Philadelphie                 | 10-2   |
| 1961   | Allie Sherman                        | Giants de New York                     | 10-3-1 |
| 1962   | Allie Sherman (2)                    | Giants de New York                     | 12-2   |
| 1963   | George Halas                         | Bears de Chicago                       | 11-1-2 |
| 1964   | Don Shula                            | Colts de Baltimore                     | 12-2   |
| 1965   | George Halas (2)                     | Bears de Chicago                       | 9-5    |
| 1966   | Tom Landry                           | Cowboys de Dallas                      | 10-3-1 |
| 1967   | George Allen Don Shula (2) (égalité) | Rams de Los Angeles Colts de Baltimore | 11-1-2 |
| 1968   | Don Shula (3)                        | Colts de Baltimore                     | 13-1   |
| 1969   | Bud Grant                            | Vikings du Minnesota                   | 12-2   |
| 1970   | Dick Nolan (en)                      | 49ers de San Francisco                 | 10-3-1 |
| 1971   | George Allen (2)                     | Redskins de Washington                 | 9-4-1  |
| 1972   | Don Shula (4)                        | Dolphins de Miami                      | 14-0   |
| 1973   | Chuck Knox                           | Rams de Los Angeles                    | 12-2   |
| 1974   | Don Coryell (en)                     | Cardinals de Saint-Louis               | 10-4   |
| 1975   | Ted Marchibroda                      | Colts de Baltimore                     | 10-4   |
| 1976   | Forrest Gregg                        | Browns de Cleveland                    | 9-5    |
| 1977   | Red Miller (en)                      | Broncos de Denver                      | 12-2   |
| 1978   | Jack Patera (en)                     | Seahawks de Seattle                    | 9-7    |
| 1979   | Jack Pardee (en)                     | Redskins de Washington                 | 10-6   |
| 1980   | Chuck Knox (2)                       | Bills de Buffalo                       | 11-5   |
| 1981   | Bill Walsh                           | 49ers de San Francisco                 | 13-3   |
| 1982   | Joe Gibbs                            | Redskins de Washington                 | 8-1    |
| 1983   | Joe Gibbs (2)                        | Redskins de Washington                 | 14-2   |
| 1984   | Chuck Knox (3)                       | Seahawks de Seattle                    | 12-4   |
| 1985   | Mike Ditka                           | Bears de Chicago                       | 15-1   |
| 1986   | Bill Parcells                        | Giants de New York                     | 14-2   |
| 1987   | Jim Mora (en)                        | Saints de La Nouvelle-Orléans          | 12-3   |
| 1988   | Mike Ditka (2)                       | Bears de Chicago                       | 12-4   |
| 1989   | Lindy Infante (en)                   | Packers de Green Bay                   | 10-6   |
| 1990   | Jimmy Johnson                        | Cowboys de Dallas                      | 7-9    |
| 1991   | Wayne Fontes (en)                    | Lions de Détroit                       | 12-4   |
| 1992   | Bill Cowher                          | Steelers de Pittsburgh                 | 11-5   |
| 1993   | Dan Reeves                           | Giants de New York                     | 11-5   |
| 1994   | Bill Parcells (2)                    | Patriots de la Nouvelle-Angleterre     | 10-6   |
| 1995   | Ray Rhodes (en)                      | Eagles de Philadelphie                 | 10-6   |
| 1996   | Dom Capers                           | Panthers de la Caroline                | 12-4   |
| 1997   | Jim Fassel (en)                      | Giants de New York                     | 10-5-1 |
| 1998   | Dan Reeves (2)                       | Falcons d'Atlanta                      | 14-2   |
| 1999   | Dick Vermeil                         | Rams de Saint-Louis                    | 13-3   |
| 2000   | Jim Haslett (en)                     | Saints de La Nouvelle-Orléans          | 10-6   |
| 2001   | Dick Jauron (en)                     | Bears de Chicago                       | 13-3   |
| 2002   | Andy Reid                            | Eagles de Philadelphie                 | 12-4   |
| 2003   | Bill Belichick                       | Patriots de la Nouvelle-Angleterre     | 14-2   |
| 2004   | Marty Schottenheimer                 | Chargers de San Diego                  | 12-4   |
| 2005   | Lovie Smith                          | Bears de Chicago                       | 11-5   |
| 2006   | Sean Payton                          | Saints de La Nouvelle-Orléans          | 10-6   |
| 2007   | Bill Belichick (2)                   | Patriots de la Nouvelle-Angleterre     | 16-0   |
| 2008   | Mike Smith                           | Falcons d'Atlanta                      | 11-5   |
| 2009   | Marvin Lewis                         | Bengals de Cincinnati                  | 10-6   |
| 2010   | Bill Belichick (3)                   | Patriots de la Nouvelle-Angleterre     | 14-2   |
| 2011   | Jim Harbaugh                         | 49ers de San Francisco                 | 13-3   |
| 2012   | Bruce Arians                         | Colts d'Indianapolis                   | 9-3    |
| 2013   | Ron Rivera                           | Panthers de la Caroline                | 12-4   |
| 2014   | Bruce Arians (2)                     | Cardinals de l'Arizona                 | 11-5   |
| 2015   | Ron Rivera (2)                       | Panthers de la Caroline                | 15-1   |
| 2016   | Jason Garrett                        | Cowboys de Dallas                      | 13-3   |
| 2017   | Sean McVay                           | Rams de Los Angeles                    | 11-5   |
| 2018   | Matt Nagy                            | Bears de Chicago                       | 12-4   |
| 2019   | John Harbaugh                        | Ravens de Baltimore                    | 14-2   |
| 2020   | Kevin Stefanski                      | Browns de Cleveland                    | 12-6   |
| 2021   | Mike Vrabel                          | Titans du Tennessee                    | 12-5   |
| 2022   | Brian Daboll                         | Giants du New York                     | 9-7    |
| 2023   | Kevin Stefanski (2)                  | Browns de Cleveland                    | 11-6   |
| 2024   | Kevin O'Connell                      | Vikings du Minnesota                   | 14-3   |

## Entraîneur adjoint NFL de l'année selon l'Associated Press
Le Prix de l'entraîneur adjoint de l'année de la National Football League est présenté chaque année par Associated Press (AP) au meilleur entraîneur adjoint de la NFL. Le prix est plus récent que tous les autres prix AP NFL, puisqu'il a été présenté pour la première fois en 2014. Comme ses autres catégories, il est choisi par un panel de 50 membres des médias. Le prix AP est présenté à la soirée NFL Honors.
| Gras | Equipe qui a remporté le Super Bowl cette saison-là |

| Saison | Entraîneur      | Position              | Équipe                 | Bilan | Réf    |
| ------ | --------------- | --------------------- | ---------------------- | ----- | ------ |
| 2014   | Todd Bowles     | Coordinateur défensif | Cardinals de l'Arizona | 11–5  | [ 10 ] |
| 2015   | Wade Phillips   | Coordinateur défensif | Broncos de Denver      | 12–4  | [ 11 ] |
| 2016   | Kyle Shanahan   | Coordinateur offensif | Falcons d'Atlanta      | 11–5  | [ 12 ] |
| 2017   | Pat Shurmur     | Coordinateur offensif | Vikings du Minnesota   | 13–3  | [ 13 ] |
| 2018   | Vic Fangio (en) | Coordinateur défensif | Bears de Chicago       | 12–4  | [ 14 ] |
| 2019   | Greg Roman (en) | Coordinateur offensif | Ravens de Baltimore    | 14–2  | [ 15 ] |
| 2020   | Brian Daboll    | Coordinateur offensif | Bills de Buffalo       | 13–3  | [ 16 ] |
| 2021   | Dan Quinn       | Coordinateur défensif | Cowboys de Dallas      | 12–5  | [ 17 ] |
| 2022   | DeMeco Ryans    | Coordinateur défensif | 49ers de San Francisco | 13–4  | [ 18 ] |
| 2023   | Jim Schwartz    | Coordinateur défensif | Browns de Cleveland    | 11–6  | [ 19 ] |
| 2024   | Ben Johnson     | Coordinateur offensif | Lions de Détroit       | 15–2  | [ 20 ] |